# منتخب أوغندا لكرة القدم الشاطئية
منتخب أوغندا لكرة القدم الشاطئية (بالإنجليزية: Uganda national beach soccer team) هو ممثل أوغندا الرسمي في المنافسات الدولية في كرة القدم الشاطئية
، يديريه اتحاد أوغندا لكرة القدم. تأسس في 2014.